# Gran dodecicosidodecàedre ditrigonal
En geometria, el gran dodecicosidodecàedre ditrigonal és un políedre uniforme no convex indexat com a U42.